# Goniaspidius simplex
Goniaspidius simplex är en skalbaggsart som beskrevs av Louis Albert Péringuey 1902. Goniaspidius simplex ingår i släktet Goniaspidius och familjen Melolonthidae. Inga underarter finns listade i Catalogue of Life.